# Nonnenhorn
Nonnenhorn – miejscowość i gmina w południowych Niemczech, w kraju związkowym Bawaria, w rejencji Szwabia, w regionie Allgäu, w powiecie Lindau (Bodensee). Leży nad Jeziorem Bodeńskim, około 7 km na zachód od Lindau (Bodensee), przy drodze B31 i linii kolejowej Bodenseegürtelbahn.

## Zabytki
- XV-wieczna gotycka kaplica św. Jakuba Starszego[1].

## Polityka
Wójtem gminy jest Rainer Krauß z Dorfgemeinschaft, rada gminy składa się z 12 członków.
|      | Dorfgemeinschaft | Freie Bürgerschaft | Razem |
| 2008 | 6                | 6                  | 12    |